# Giuseppe Lorenzoni
Giuseppe Lorenzoni (Rolle, 10 luglio 1843 – Padova, 6 luglio 1914) è stato un astronomo e scienziato italiano.

## Biografia
Figlio di Giovanni, maestro elementare, si trasferì presto a Follina. Intraprese i primi studi a Ceneda, iscrivendosi poi all'Università di Padova.
Laureatosi in ingegneria nel 1864, divenne assistente di Giovanni Santini all'Osservatorio astronomico di Padova già dall'anno precedente. Nominato astronomo aggiunto nel 1872, nel 1877 divenne direttore dell'Osservatorio, incarico conservato sino alla fine del 1912 quando si ritirerà per motivi di salute.
Dal 1866 fu inoltre professore di astronomia e, per vari anni, anche di geodesia. Dal 1891 al 1894 è preside della facoltà di scienze.
È stato autore di oltre 100 pubblicazioni scientifiche che toccano la meteorologia, l'astronomia di posizione e la meccanica celeste, la spettroscopia, la geodesia e l'ottica geometrica e tecnica con contributi originali e fondamentali, fra cui particolarmente importanti quelli di gravimetria, partecipando attivamente ai lavori della Commissione geodetica italiana e facendo di Padova un'importante stazione gravitometrica internazionale.
Fu socio dell'Accademia Nazionale dei Lincei dal 1883, dell'Accademia Nazionale delle Scienze dal 1895, presidente dell'Istituto veneto di scienze, lettere ed arti tra il 1897 e il 1898 e di altre importanti accademie e società scientifiche italiane e internazionali.
Gli è stato dedicato un asteroide, 40447 Lorenzoni .